# Кошванец, Алексей Анатольевич
Алексей Анатольевич Кошванец (род. 4 сентября 1961, Одесса) — российский скрипач и музыкальный педагог. Заслуженный артист России (2001).
Получил среднее музыкальное образование в Харькове, в 1978—1980 гг. учился в Музыкальном училище при Московской консерватории у Б. В. Беленького, затем по его же классу окончил в 1985 г. Московскую консерваторию, в 1985—1988 гг. учился там же в аспирантуре у В. А. Климова. В 1984 г. выиграл Международный конкурс имени Иоганна Себастьяна Баха в Лейпциге, в 1988 г. — Международный конкурс имени Карла Нильсена в Оденсе, в 1995 г. — Международный конкурс имени Виченцо Беллини в Кальтаниссетте.
С 1988 г. преподаёт в Московской консерватории. С 2009 г. заведует кафедрой скрипки и альта в Российской академии музыки, проректор по концертной и творческой работе.
19 мая 2021 года награждён Почётной грамотой Президента Российской Федерации за заслуги в развитии отечественной культуры и искусства, многолетнюю плодотворную деятельность.